# هنريتا ماريا
هنريتا ماريا (25 نوفمبر 1609 - 10 سبتمبر 1669)، هي ملكة إنجلترا واسكتلندا وإيرلندا بزواجها من تشارلز الأول في 13 يونيو 1625 حتى إعدامه في 30 يناير 1649. كانت هنريتا والدة لاثنين من خلفاء الملك تشارلز المباشرين وهما الملكين تشارلز الثاني وجيمس الثاني. في نفس الوقت وبموجب مرسوم صادر عن زوجها عُرفت في إنجلترا باسم الملكة ماري، لكن هذا الاسم لم يعجبها فكانت توقع على خطاباتها بهنريتا آر (Henriette R) إذ يرمز حرف (R) إلى كلمة Regina والتي تعني (ملكة) باللاتينية، أي أنها كانت تفضل لقب الملكة هنريتا.
بسبب ديانتها الكاثوليكية الرومانية؛ كانت هنريتا ماريا لا تحظى بشعبية في إنجلترا كما حُرمت من التتويج في قداس في كنيسة إنجلترا لذا لم تتوج قط. انخرطت في الشؤون الوطنية مع اقتراب الحرب الأهلية، وفي عام 1644 بعد ولادة ابنتها الصغرى وفي ذروة الحرب الأهلية الإنجليزية الأولى أجبرت هنريتا على اللجوء إلى فرنسا.
تسبب إعدام تشارلز الأول عام 1649 في إفلاسها وفقرها. استقرت في باريس ثم عادت إلى إنجلترا بعد تتويج إبنها تشارلز الثاني على العرش، عادت مرة أخرى إلى باريس عام 1665 وتوفيت بعد أربع سنوات.
سُميت مستعمرة ماريلاند [الإنجليزية] في أمريكا الشمالية (وهي ملاذ رئيسي للمستوطنين الكاثوليك الرومان) على اسم الملكة هنريتا ماريا. تم تبني الاسم من قبل ولاية ماريلاند الحديثة في الولايات المتحدة.

## طفولتها
كانت هنريتا ماريا هي الابنة الصغرى لهنري الرابع ملك فرنسا (هنري الثالث ملك نافارا) وزوجته الثانية ماريا دي ميديشي وسميت على اسم والديها. ولدت في قصر اللوفر [الإنجليزية] في 25 نوفمبر 1609، إلا أن بعض المؤرخين يذكرون أنها ولدت في 26 نوفمبر. في إنجلترا حيث كان التقويم اليولياني لا يزال قيد الاستخدام غالبًا ما سجل تاريخ ميلادها في 16 نوفمبر.
نشأت هنريتا ماريا ككاثوليكية رومانية، وباعتبارها ابنة لملك بوربون في فرنسا، فقد حملت لقب فيل دو فرانس (أي ابنة فرنسا) وكانت أحد افراد أسرة بوربون والشقيقة الصغرى لوريث العرش لويس الثالث. اغتيل والدها في 14 مايو 1610 عندما كان عمرها أقل من عام. نشأت تحت إشراف المربية الملكية فرانسواز دي مونتجلات [الإنجليزية] عندما كانت طفلة.
تدربت هنريتا ماريا مع شقيقاتها على ركوب الخيل والرقص والغناء وشاركت في المسرحيات القصيرة. على الرغم من أنها تلقت تعليمًا في القراءة والكتابة إلا أنها لم تكن معروفة بمهاراتها الأكاديمية. تأثرت بشدة بالرهبنة الكرملية في البلاط الفرنسي كجزء من تدريبها الديني. بحلول عام 1622 كانت هنريتا ماريا تعيش في باريس مع أسرة تضم حوالي 200 فرد وكانت خطط زواجها قيد المناقشة.

## أبناؤها
أنجبت هنريتا لتشارلز الأول تسعة أبناء، خمسة على الأقل وصلوا سن الرشد:-
| الاسم                    | تاريخ الميلاد  | تاريخ الوفاة   | ملاحظات                                                                                           |
| ------------------------ | -------------- | -------------- | ------------------------------------------------------------------------------------------------- |
| تشارلز جيمس، دوق كورنوال | 13 مارس 1629   | 13 مارس 1629   | ولد ميتاً.                                                                                         |
| تشارلز الثاني            | 29 مايو 1630   | 6 فبراير 1685  | تزوج من كاثرين من براغانزا (1638-1705) عام 1662.                                                  |
| ماري                     | 4 نوفمبر 1631  | 24 ديسمبر 1660 | تزوجت من ويليام الثاني (1626–1650) عام 1641. كان لديها نسل.                                       |
| جيمس الثاني              | 14 أكتوبر 1633 | 16 سبتمبر 1701 | تزوج للمرة الأولى من آن هايد (1637-1671) عام 1659 تزوج للمرة الثانية من ماري (1658–1718) عام 1673 |
| إليزابيث                 | 29 ديسمبر 1635 | 8 سبتمبر 1650  | مات صغيرة. دفنت في نيوبورت، جزيرة وايت                                                            |
| آن                       | 17 مارس 1637   | 8 ديسمبر 1640  | ماتت صغيرة. دفنت في دير وستمنستر.                                                                 |
| كاثرين                   | 29 يناير 1639  | 29 يناير 1639  | توفيت بعد أقل من نصف ساعة من المعمودية. دفنت في دير وستمنستر.                                     |
| هنري، دوق غلوستر         | 8 يوليو 1640   | 18 سبتمبر 1660 | توفي، غير متزوج، دفن في دير وستمنستر.                                                             |
| هنرييتا آن               | 16 يونيو 1644  | 30 يونيو 1670  | تزوجت من فيليب الأول، دوق أورليان (1640-1701) عام 1661                                            |

## روابط خارجية
- هنريتا ماريا على موقع الموسوعة البريطانية (الإنجليزية)